# Akrobatyka powietrzna
Akrobatyka powietrzna (ang. air power athletics) – dyscyplina sportowa i rodzaj akrobatyki, która obejmuje takie ćwiczenia fizyczne jak: pole dancing, aerial hoop, aerial cube, aerial spiral, aerial pole, aerial silks, street workout (kalistenika), free jumping oraz slackline.
W Polsce organizacją odpowiedzialną za akrobatykę powietrzną jest Polish Federation Air Power Athletics (PFAPA), która również organizuje mistrzostwa Polski w tej dyscyplinie sportowej. Na terenie Europy, mistrzostwa Starego Kontynentu sankcjonuje European Air Power Athletics Union (EAPAU), z kolei mistrzostwa świata w tej dyscyplinie organizuje World Association Air Power Athletics (WAAPA).  
W 2017 r. Zgromadzenie Generalne Globalnego Stowarzyszenia Międzynarodowych Federacji Sportowych (Global Association of International Sports Federations; GAISF) uznało pole dancing za dyscyplinę sportową. Międzynarodowa Federacja Tańca na Rurze (International Pole Sports Federation; IPSF) dąży do włączenia pole dancingu do programu letnich igrzysk olimpijskich, a termin wprowadzenia tej dyscypliny szacowany jest na 2028 rok.

## Galeria

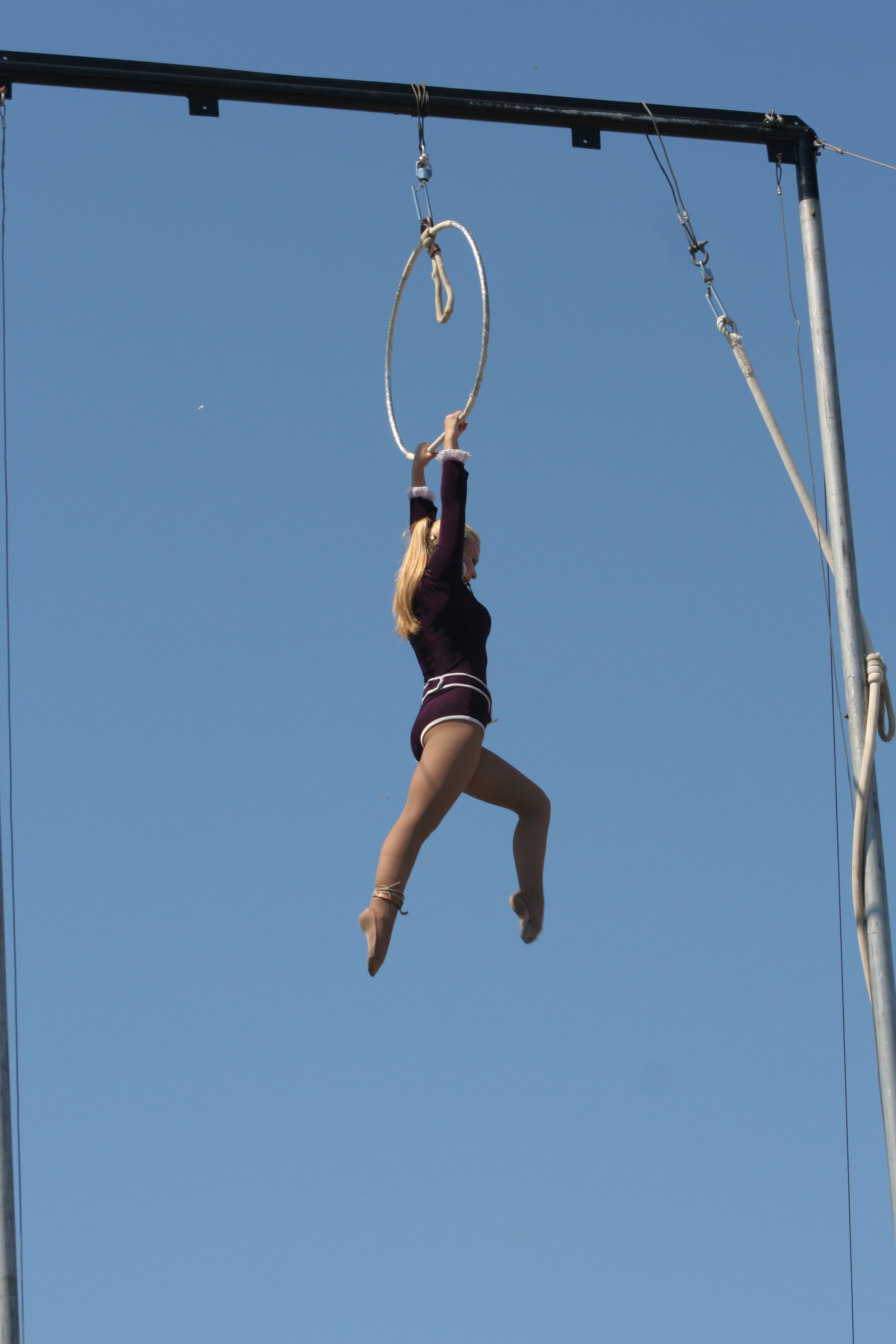
Aerial hoop
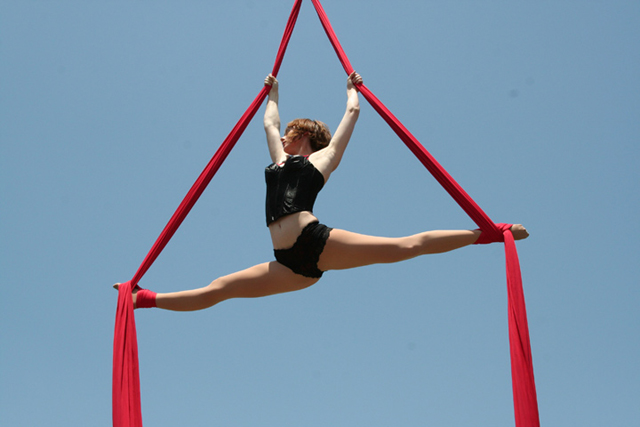
Aerial silks
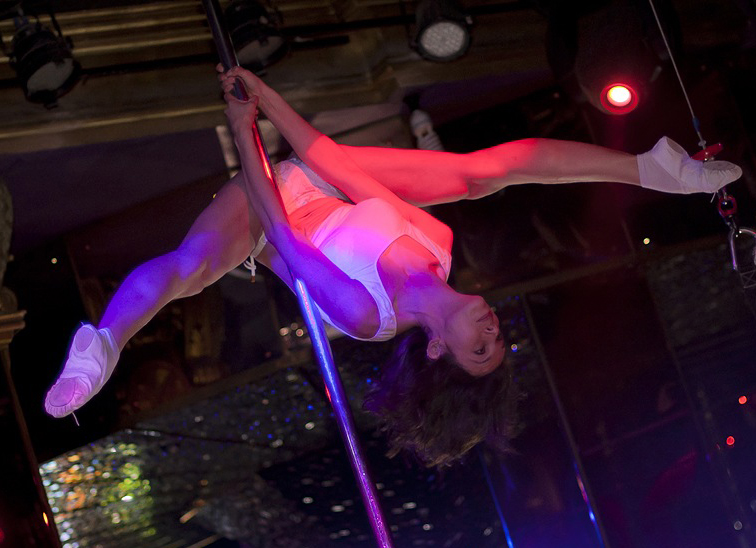
Pole dancing
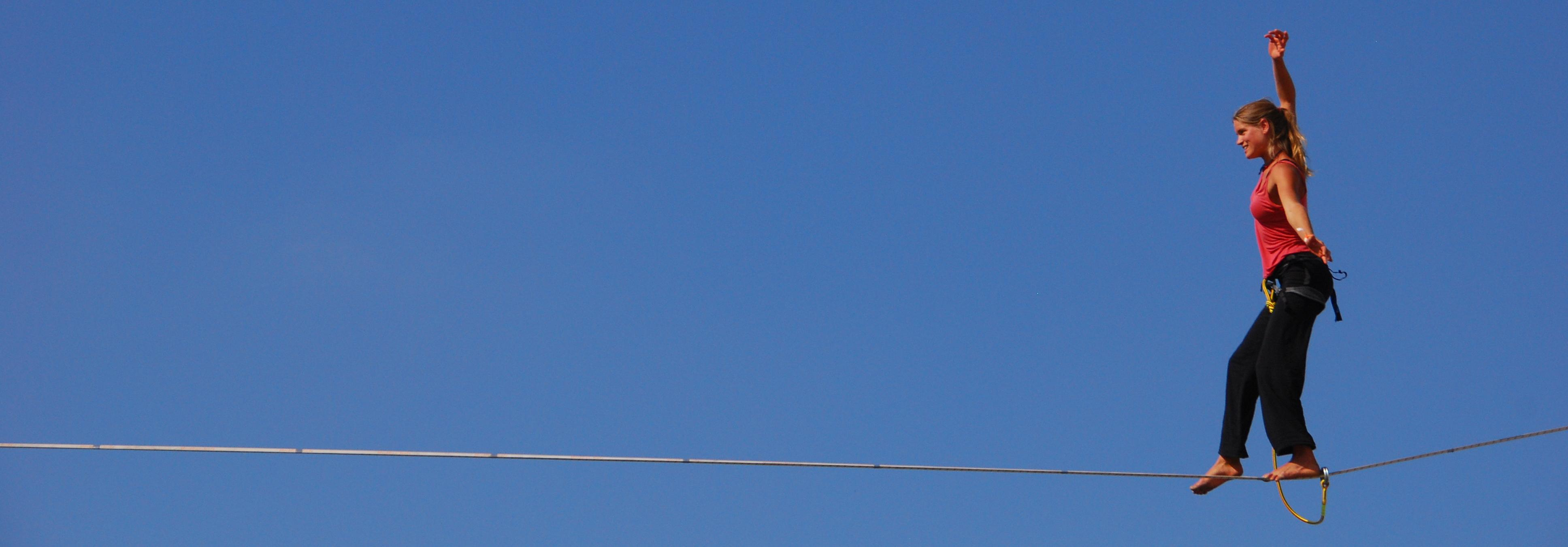
Slackline
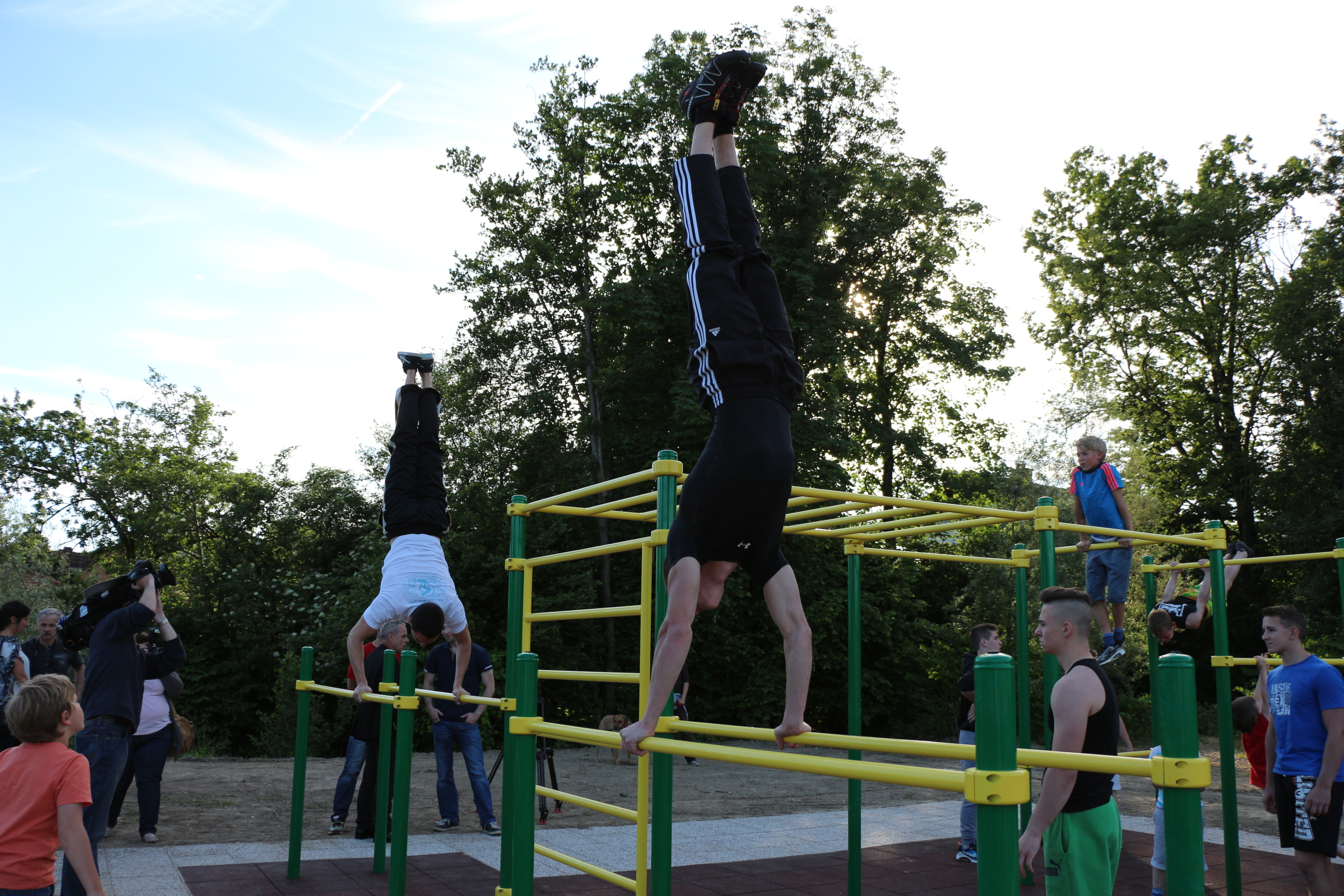
Street workout